# Potenza
Potenza je grad na jugu Italije, glavni grad talijanske regije Basilicata (bivša Lucania), kao i istoimene pokrajine Potenza.
Prvo naselje lat. Potentia bilo je smješteno na nižim nadmorskim visinama kakvih 10km južno od današnjeg grada, koji se nalazi nad dolinom rijeke Basento u Apeninima i jedan je od najviši glavnih gradova današnje Italije. U vrijeme Starog Rima Potentia je bila rimski saveznik u početnim osvajanjima, a tek nakon rimskog poraza u Bitci kod Kane 216. pr. Kr. pobunila se protiv dominacije Rima. Nakon poraza Kartažana Potentia je osvojen od strane Rima i postala je vojna kolonija.
Kroz srednji vijek grad je mijenjao vlasnike, u njemu su se sklanjali vladari i pape, često je bio razrušen potresima kao npr 1694.g., pa zatim i u moderno vrijeme potresom 1980.g.